# (15450) 1998 XV40
A (15450) 1998 XV40 a Naprendszer kisbolygóövében található aszteroida. A LINEAR projekt keretében fedezték fel 1998. december 14-én.